# Bouquet garni

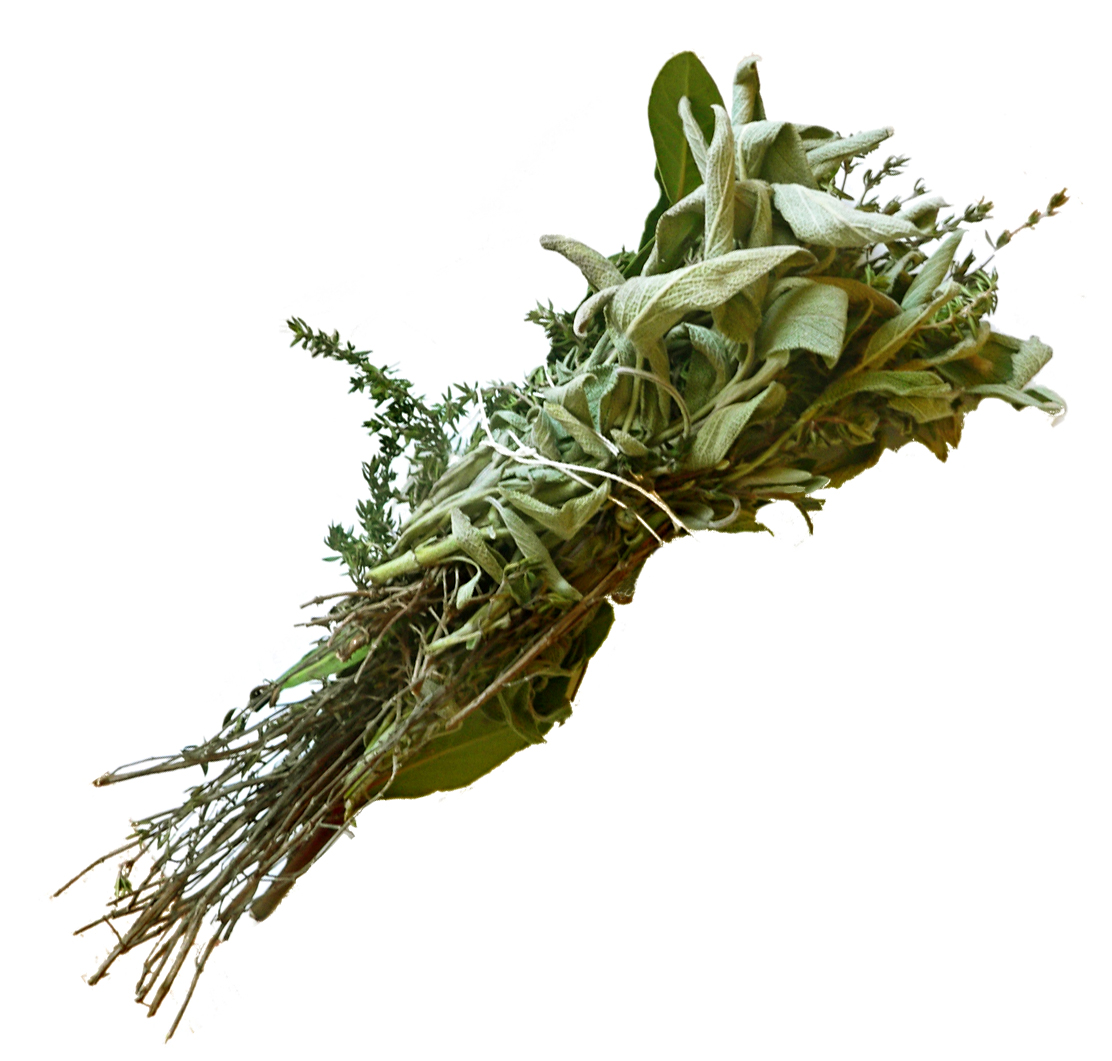
Bouquet garni

Een bouquet garni is een bosje van diverse kruiden dat wordt meegetrokken in de bouillon en andere gerechten. In Nederland noemt men dit gewoonlijk een kruidenbuiltje en in Vlaanderen een kruidentuiltje.
De kruiden worden samengebonden in een bosje of worden in een katoenen zakje gestopt en meegekookt met gerechten als bouillon, maaltijdsoepen, eenpansmaaltijden of smoorgerechten. Vóór het opdienen wordt het bouquet garni uit de pan verwijderd.
Een klassiek bouquet garni bestaat uit peterselie, tijm en laurier. Afhankelijk van het gerecht worden ook kruiden als salie, rozemarijn, selderij, dragon, bonenkruid, basilicum, koriander, majoraan en kervel gebruikt. Daarnaast behoren tot de mogelijkheden het groen van de prei, knoflook, wortel en citroenschil. De kleine pimpernel, in België en Nederland minder gangbaar dan in Engeland en Duitsland, wordt soms ook in het bouquet verwerkt.